# Dagblad
Et dagblad er en avis, der udkommer dagligt – i nogle tilfælde dog ikke søndag eller weekend, som for eksempel Dagbladet Børsen. Betegnelsen anvendes ofte i titlerne for især lokale aviser. For eksempel Helsingør Dagblad, Fredericia Dagblad og Kristeligt Dagblad.
Verdens første dagblad var den engelske avis The Daily Courant, som udkom i perioden 1702-1735. Danmarks første dagblad var Adresseavisen (1759-1908), der fra d. 2. januar 1800 hævede sin udgivelsesfrekvens fra at udkomme 4 dage om ugen til 6 dage om ugen. Avisen Dagen (1803-1843) var fra 1811 den første danske avis der udkom 7 dage om ugen, selv om det kun varede en kort periode, og udgivelsesfrekvensen blev senere samme år sat ned til 6 dage om ugen. Danmarks ældste stadig eksisterende avis Berlingske blev først et dagblad i 1833, da udgivelsesfrekvensen blev hævet fra 4 dage om ugen til 6 dage. Fra 1842 udkom den 7 dage om ugen, og i en kort periode 1845-46 udkom avisen 12 gange om ugen, i det den blev udsendt to gange om dagen, som henholdsvis en morgen- og en aftenudgave.
De store landsaviser som Morgenavisen Jyllands-Posten, Politiken og Berlingske er alle dagblade.